# Sinister Rouge
Sinister Rouge is een nummer van de Amerikaanse band Bad Religion. Het is het tweede nummer van het dertiende album van de band: Bad Religion. Het is net als de meeste liedjes van de band geschreven door vocalist Greg Graffin. De duur van het nummer zit net onder de twee minuten.

## Albums
Naast het oorspronkelijke album The Empire Strikes First is het nummer ook te beluisteren op de dvd Live at the Palladium als eerste nummer.

## Samenstelling
- Greg Graffin - Zanger
- Brett Gurewitz - Gitaar
- Brian Baker - Gitaar
- Greg Hetson - Gitaar
- Jay Bentley - Basgitaar
- Brooks Wackerman - Drums